# واقعية أدبية

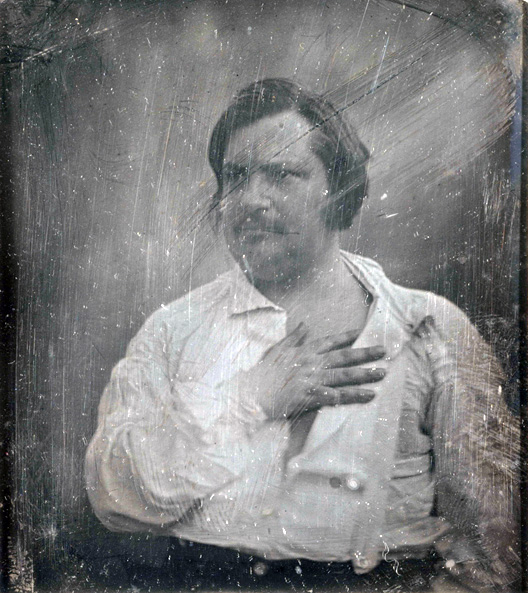

الواقعية الأدبية محاولة تصوير الحياة تصويراً واقعياً دون إغراق في المثاليات، أو جنوح صوب الخيال. وفي فرنسا ـ في القرن 19 ـ أصبحت الواقعية حركة أدبية واعية، تعارض الحركة الرومانسية. وحاول بعض الروائيين من أمثال فلوبير في روايته «مدام بوفاري» (ترجمت إلى العربية) تصوير ما هو وضيع وتافه، بقدر ما حاول تصوير ما هو نبيل ورفيع. وكان فلوبير يصر على إقصاء انفعالات الكاتب عن العمل الأدبي. أما مذهب الطبعانية الذي يمثله إميل زولا، فكان يدافع عن تصوير المجتمع تصويراً موضوعياً يبلغ غاية في الدقة، ومن جميع زواياه. وقد حاول بعض الروائيين المحدثين معارضة هذا الاهتمام المفرط بتصوير الواقع، موجهين اهتمامهم إلى المعنى الدفين الذي ينطوي عليه ذلك الواقع. ومع التفسيرات العديدة التي ظهرت للمذهب الواقعي في القرن العشرين ، فقد المصطلح الكثير من معناه، وإن ظل على الرغم من ذلك قوة أدبية كبيرة.

## الخلفية
وفق تعريفها المنتشر على نطاق واسع بأنها «تمثيل الواقع»، تتمثل الواقعية ضمن الفنون في السعي إلى تمثيل مادة الموضوع بصدق، دون اصطناع، مع تجنب الأعراف الفنية، إلى جانب العناصر صعبة التصديق والإغرابية وفوق الطبيعية.
لقد سادت الواقعية في الأنماط الفنية خلال فترات عديدة، وهي تتمحور في جزء كبير منها حول التقنية والتدريب، وتجنب الأسلبة (بالإنجليزية: stylization). في الفنون البصرية، تتمثل الواقعية الإيهامية في التصوير الدقيق لأشكال الحياة والمنظور وتفاصيل الضوء واللون. وقد تركز الأعمال الفنية الواقعية تأكيدها على القبيح أو الخسيس، كما في أعمال الواقعية الاجتماعية أو المناطقية أو واقعية حوض المطبخ.
شهدت الفنون حركات واقعية متنوعة، مثل أسلوب الفيريسمو الأوبرالي والواقعية الأدبية والواقعية المسرحية والواقعية الإيطالية الجديدة في السينما. وبدأت حركت الفن الواقعي في الرسم ضمن فرنسا خلال خمسينيات القرن التاسع عشر، بعد ثورة عام 1848. رفض الرسامون الواقعيون الرومنسية، التي كانت قد سيطرت على الأدب والفن الفرنسيين، بجذور تمتد إلى أواخر القرن الثامن عشر.
في مقدمة سلسلة الملهاة الإنسانية (1842)، «يزعم [بلزاك] أن الإبداع الشعري والإبداع العلمي نشاطان تربطهما صلات وثيقة، تتظاهر في نزوع الواقعيين نحو انتهاج الطرق العلمية. فقد استخدم فنانو الواقعية منجزات العلم المعاصر، صرامة المنهج العلمي ودقته، في سبيل فهم الواقع. وتستلزم الروح الوضعية التي تسود العلم الشعور بالازدراء تجاه الماورائيات وتقديس الحقيقة والتجربة والبرهان والثقة بالعلم والتقدم الذي يجيء به، إلى جانب السعي الحثيث إلى إسباغ شكل علمي على دراسة الظواهر الاجتماعية والأخلاقية». وكانت الواقعية بوصفها حركة في الأدب ظاهرةً انتشرت بعد عام 1848، وفقًا لأول منظريها جول فرانسيه شامبفلوري، وهي تهدف إلى إعادة إنتاج «الواقع الموضوعي»، وتركز على إظهار الحياة والنشاطات اليومية العادية، في أوساط الطبقة الوسطى أو الدنيا بشكل أساسي، دون إضفاء مثالية أو درامية رومنسية. ويمكن النظر إليها على أنها السعي العام إلى تصوير المواضيع كما هي وفق منظور الواقع الموضوعي لمشاهد خارجي (شخص ثالث)، دون بهرجة ولا تأويل، و«بما يتوافق مع القواعد العلمانية التجريبية». وبناءً على ذلك، فإن هذه المقاربة تنطوي بأصلها على اعتقاد بأن هذا الواقع مستقل وجوديًا عن المخططات المفاهيمية للمرء وممارساته اللغوية ومعتقداته، لذا يمكن إدراكه من قِبل الفنان، الذي يستطيع بدوره تمثيل هذا «الواقع» بأمانة. وكما يصرح الناقد الأدبي إيان واط في كتابه نهوض الرواية، فإن الواقعية الحديثة «تبدأ من الموقف القائل بإمكانية اكتشاف الحقيقة من قبل الفرد بواسطة الحواس»، وبذلك «تعود أصول نشأتها إلى ديكارت ولوك، وقد حصلت على أول صيغة كاملة لها عن طريق توماس ريد في منتصف القرن الثامن عشر».
في أواخر القرن الثامن عشر، كانت الرومنسية ثورة ضد المعايير الاجتماعية والسياسية الأرستقراطية التي تنتمي إلى عصر التنوير السابق، وردةَ فعل على مبدأ العقلنة العلمية للطبيعة الذي انتشر في الفلسفة السائدة خلال القرن الثامن عشر، إضافة إلى كونها ردة فعل على الثورة الصناعية. وقد برز تجسدها الأقوى في الفنون البصرية والموسيقى والأدب، لكن كان لها أيضًا أثر قوي على علم التأريخ والتعليم والعلوم الطبيعية.
وجاءت واقعية القرن التاسع عشر بدورها ردةَ فعل على الرومنسية، ولهذا السبب تشيع الإشارة إليها أيضًا على نحو ازدرائي باسم «الواقعية البرجوازية» أو التقليدية. ومع ذلك، لم ينتج جميعُ كتّاب الأدب الفيكتوري أعمالًا واقعية. وبدورها، فقد تكفلت الواقعية الفيكتورية -لما اتصفت به من صلف وتقيد بالأعراف وما إلى هنالك من التقييدات- بقدح زناد ثورة الحداثة. وبدءًا من عام 1900 تقريبًا، أصبح الحافز المحرك للأدب الحداثوي هو نقد الطبقية الاجتماعية البرجوازية في القرن التاسع عشر ونظرة البرجوازية إلى العالم، الأمر الذي جوبه بمنهاج مناهض للعقلانية والواقعية والبرجوازية.